# Carl Gustav Hempel
Carl Gustav Hempel (Oranienburg, 8 gennaio 1905 – Princeton, New Jersey, 9 novembre 1997) è stato un matematico, informatico e filosofo tedesco.
È noto per la formulazione del modello nomologico-deduttivo, una delle più influenti concezioni della spiegazione scientifica, ed anche per la formulazione del paradosso dei corvi.
Più nello specifico, ha sostenuto la tesi dell'unitarietà delle scienze empiriche, accomunate dall'uso di due possibili tipi di spiegazione: probabilistica (ossia induttiva) e nomologico-deduttiva.

## Biografia
Hempel frequentò il liceo scientifico di Berlino e nel 1923 intraprese gli studi in matematica e filosofia presso l'Università di Göttingen, dove conobbe David Hilbert che lo coinvolse nel suo progetto di dimostrare l'assenza di contraddizione nella matematica con l'ausilio di metodi semplici.
Hempel proseguì in seguito gli studi ad Heidelberg e a Vienna, dove ebbe modo di entrare in contatto con alcuni tra i maggiori pensatori neopositivisti; ottenne il dottorato in filosofia a Berlino nel 1934, sotto la guida di Hans Reichenbach.
L'avvento del nazismo lo costrinse ad emigrare prima in Belgio e poi negli Stati Uniti, dove ha ricoperto incarichi di prestigio presso le università di Yale e di Princeton.

## Opere
- 1936 Über den Gehalt von Wahrscheinlichkeitsaussagen
- 1936 Der Typusbegriff im Licht der neuen Logik, con  Paul Oppenheim
- 1942 The Function of General Laws in History
- 1943 Studies in the Logic of Confirmation
- 1948 Studies in the Logic of Explanation
- 1959 The Logic of Functional Analysis
- 1965 Aspects of scientific explanation (trad. it. parz. 1986)
- 1966 Philosophy of Natural Science